# 萨赫内瓦尔
萨赫内瓦尔（Sahnewal），是印度旁遮普邦Ludhiana县的一个城镇。总人口17248（2001年）。

## 人口
该地2001年总人口17248人，其中男性9272人，女性7976人；0—6岁人口2031人，其中男1166人，女865人；识字率61.40%，其中男性为64.46%，女性为57.84%。